# Campeonato Internacional de Verano de 2010
A Copa Bimbo 2010, conhecida popularmente no Brasil como Torneio Verão (em espanhol: Torneo Verano), foi a segunda edição deste torneio amistoso de futebol organizado pela empresa de telecomunicações uruguaia Tenfield, com patrocínio da empresa alimentícia mexicana Bimbo e realizado no ano de 2010, entre os dias 15 e 18 de janeiro. O torneio também teve o suporte da Associação Uruguaia de Futebol.
A competição contou com a participação de quatro equipes: Nacional e Peñarol e Danubio do Uruguai, e Nacional, do Paraguai. Todas as partidas foram disputadas no Estádio Centenário, em Montevidéu.
O Nacional de Montevidéu sagrou-se campeão, ao vencer suas duas partidas, ambas nos pênaltis, contra Peñarol e Danubio, respectivamente.

## Jogos
|  | Semifinais | Semifinais |       |         | Final          | Final |  |
|  |            |            |       |         |                |       |  |
|  |            |            |       |         |                |       |  |
|  | Nacional   | 0 (6)      |       |         |                |       |  |
|  | Peñarol    | 0 (5)      |       |         |                |       |  |
|  |            |            |       |         |                |       |  |
|  |            |            |       |         |                |       |  |
|  |            |            |       |         | Nacional       | 1 (3) |  |
|  |            | Danubio    | 1 (1) |         |                |       |  |
|  |            |            |       |         |                |       |  |
|  |            |            |       |         |                |       |  |
|  |            |            |       |         | Terceiro lugar |       |  |
|  |            |            |       |         |                |       |  |
|  | Danubio    | 5          |       | Peñarol | 2 (1)          |       |  |
|  | Nacional   | 2          |       |         | Nacional       | 2 (3) |  |

### Semifinais
| 15 de Janeiro 2010 | Danubio                                                   | 5 – 2 | Nacional                   | Estádio Centenário, Montevidéu |
| 20:00 (UTC-3)      | Ifrán 9', 73' · Grossmüller 44' · Perrone 79' · Silva 88' | ficha | Miranda 17' · Mazacote 47' | Árbitro: URU Líber Prudente    |

| 15 de Janeiro 2010 | Nacional | 0 – 0 | Peñarol | Estádio Centenário, Montevidéu |
| 22:00 (UTC-3)      |          | ficha |         | Árbitro: URU Jorge Larrionda   |

### Disputa de 3º Lugar
| 18 de Janeiro 2009 | Peñarol                          | 2 – 2 | Nacional                   | Estádio Centenário, Montevidéu |
| 20:00 (UTC-3)      | Olivera 11' · Alonso 45+3' (pen) | ficha | Mazacote 31' · Irala 90+3' | Árbitro: URU Yimmi Alvarez     |

### Final
| 18 de Janeiro 2009 | Nacional     | 1 – 1 | Danubio     | Estádio Centenário, Montevidéu |
| 22:00 (UTC-3)      | Blanco 90+1' | ficha | Perrone 78' | Árbitro: URU Darío Ubríaco     |

| Copa Bimbo / Torneio Verão 2010 |
| ------------------------------- |
| NACIONAL Campeão (1º título)    |